# Batrachoseps campi
Batrachoseps campi (tên tiếng Anh: Inyo Mountains Salamander) là một loài kỳ giông nguy cấp thuộc họ Plethodontidae. Đây là loài đặc hữu của California , miền tây Hoa Kỳ.

## Phân bố
Loài này là đặc hữu của dãy núi Inyo và giới hạn trong 5 khu vực ở quận Inyo của miền đông California. Môi trường sống tự nhiên của loài kỳ giông này trải rộng từ sa mạc Mojave ôn đới tới vùng chuyển tiếp sinh thái cây bụi Artemisia tridentata Great Basin, và các khu vực ven suối nước ngọt ở đó, ở độ cao 490–2.950 mét (1.610–9.680 ft). Batrachoseps campi ăn các loài côn trùng nhỏ.

## Bảo tồn
Sách đỏ IUCN xếp loài này là loài nguy cấp vào năm 1996, do bị đe dọa vì mất môi trường sống về quy mô và chất lượng, và kéo theo sự tụt giảm số lượng cá thể trưởng thành.